# ETR 460
El ETR 460 es un tren italiano de alta velocidad producido por Fiat Ferroviaria (actualmente Alstom) y en servicio comercial desde mediados de 1993 en la red ferroviaria italiana. Su característica principal es la capacidad de bascular en las curvas para compensar la fuerza centrífuga y poder tomarlas a mayor velocidad.
Es parte de la denominada tercera generación de Pendolinos.

## Características
El ETR 460 es un desarrollo de los pendolinos ETR 450, se caracteriza por la mejora en los sistemas eléctricos y electrónicos y una mayor comodidad para los pasajeros. La velocidad máxima es de 250 km/h (igual que los ETR 450).
Los trenes fueron diseñandos por Giorgetto Giugiaro y son utilizados por Trenitalia en numerosas rutas de larga distancia.
El ETR 460 dio lugar a dos variantes, el ETR 470 y el ETR 480. La principal diferencia es que la tensión eléctrica a la cual puede circular cada uno de ellos: el ETR 460 sólo a 3 kV de corriente continua, el ETR 470 a 3 kV de corriente continua y a 15 kV de corriente alterna y el ETR 480 a 3 kV de corriente continua y a 25 kV corriente alterna (para ser usados en las nuevas línea de alta velocidad en Italia). 
Tres trenes fueron modificados para ser capaces de circular también el 1,5 kV en corriente continua para ser usados en servicios de Turín-Lyon, pero posteriormente se anuló esta modificación en los sistemas eléctricos. 
Está previsto convertir todos los ETR 460 con las especificaciones técnicas de los ETR 480, compartiendo ambas clases la nueva denominación ETR 485. 

## Derivados
Los trenes "Br 390" ingleses, los trenes "Serie 310" eslovenos, los trenes "Alfa Pendular" portugueses, los trenes "Sm3" finlandeses y los trenes "Alaris" españoles son todos derivados del ETR 460. Similares convoyes usa Ferrocarril Nacional Checo, de alimentación 3 kV continuos, 15 y 25 kV alternos.

## Técnica
Los ETR 460 tiene la capacidad de pendular hasta un ángulo máximo de 8° para reducir efecto de la fuerza centrífuga al tomar las curvas. La pendulación hidráulica es gobernada por dos giróscopos ubicados en los coches extremos.
Los 460 están provistos con 12 motores trifásicos asincrónicos (Los ETR 450 tienen 16) distribuidos en todos los coches con el objeto de mejorar la capacidad de tomar las curvas. Los frenos eléctricos son del tipo reostáticos con la posibilidad recuperar energía a ciertas velocidades y los frenos mecánicos usan discos de frenos comandados por un sistema electro-neumático.